# Mattias Silvius Svenonis
Mattias Silvius Svenonis, född omkring 1702 i Skåne, död 18 januari 1771 i Kalmar, var en  svensk lärare och präst. 

## Biografi
Mattias Silvius var son till Sven Silvius, som var kyrkoherde i Bösarps församling. Vid hans dop stod sedermera biskopen i Kalmar, Herman Schröder fadder. Han var pietist liksom fadern och lovade vid dennes död 1713 att ta hand om Mattias Silvius, som efter studier vid gymnasiet i Kalmar blev informator åt biskopens söner. Han inskrevs vid Uppsala universitet 16 mars 1720 och blev lektor i grekiska vid Kalmar gymnasium 1733. Han prästvigdes i Växjö 24 april 1744 och blev samma år kontraktsprost i Ölands södra kontrakt men tjänstledig 1766.  Silvius gifte sig i Kalmar 17 februari 1735 med Juliana Maria Sandberg. De fick sonen Nicolaus, född 30 juli 1736, död 24 april 1739.

## Klaverböcker
Mattias Silvius ägde tre klaverböcker i handskrift, nu i Kalmar stifts- och gymnasiebibliotek: Musikhandskrift 4a är daterad Stockholm 29 mars 1721, ett år efter inskrivningen vid Uppsala universitet. Det är en klavertabulatur som är rik på melodier till svenska världsliga sånger vilkas texter kan dateras 1697-1712. Dessutom finns många melodier av hovkapellmästaren Anders von Düben och många populära melodier tillhörande stormaktstidens 10 i topp; Musikhandskrift 4c och 5  är två klaverböcker i notskrift, den senare med datering Stockholm 9 januari 1728. Den innehåller musik för klaver bland annat av Casper Gottlob Grünewald, anställd i hovkapellet 1 juli till 31 december 1727, då han avskedades på grund av misskötsel av tjänsten som informator för sångerskorna. Därför förekommer rikligt med sopran- och basarior, övervägande med angiven upphovsman. Som tonsättare är Grünewald annars knappast känd. Den tidsmässiga närheten mellan Grünewalds tjänstgöring och klaverbokens datering tyder på bekantskap. Musikhandskrift 4c innehåller tidens populära utländska melodier och ytterligare en utskrift av Svit i C-dur av Grünewald.